# Columbus Challenger
El Columbus Challenger es un torneo profesional de tenis. Pertenece al ATP Challenger Tour. Se juega desde el año 2015 sobre pistas dura bajo techo, en Columbus, Estados Unidos.

## Palmarés

### Individual masculino
| Año      | Campeón            | Finalista         | Resultado            |
| -------- | ------------------ | ----------------- | -------------------- |
| 2024     | Naoki Nakagawa     | James Trotter     | 7–6(8), 5–7, 7–6(5)  |
| 2023     | Denis Kudla        | Alexis Galarneau  | 6–2, 6–1             |
| 2022     | Yoshihito Nishioka | Dominic Stricker  | 6–2, 6–4             |
| 2021     | Stefan Kozlov      | Max Purcell       | 4–6, 6–2, 6–4        |
| 2020     | Jeffrey John Wolf  | Denis Istomin     | 6–4, 6–2             |
| 2019 (3) | Peter Polansky     | Jeffrey John Wolf | 6–3, 7–6(7–4)        |
| 2019 (2) | Mikael Torpegaard  | Nam Ji-sung       | 6-1, 7-5             |
| 2019 (1) | Jeffrey John Wolf  | Mikael Torpegaard | 6–7(4–7), 6–3, 6–4   |
| 2018     | Michael Mmoh       | Jordan Thompson   | 6–3, 7–6(7–4)        |
| 2017     | Ante Pavić         | Alexander Ward    | 6–7(11–13), 6–4, 6–3 |
| 2016 (2) | Stefan Kozlov      | Tennys Sandgren   | 6–1, 2–6, 6–2        |
| 2016 (1) | Mikael Torpegaard  | Benjamin Becker   | 6–4, 1–6, 6–2        |
| 2015     | Dennis Novikov     | Ryan Harrison     | 6–3, 3–6, 6–3        |

### Individual femenino
| Año  | Campeona       | Finalista  | Resultado   |
| ---- | -------------- | ---------- | ----------- |
| 2021 | Nuria Párrizas | Wang Xinyu | 7–6(2), 6–3 |

### Dobles masculino
| Año      | Campeones                         | Finalistas                        | Resultado             |
| -------- | --------------------------------- | --------------------------------- | --------------------- |
| 2024     | James Trotter Hans Hach Verdugo   | Christian Harrison Ethan Quinn    | 6–4, 6–7(6), [11–9]   |
| 2023     | Robert Cash James Trotter         | Guido Andreozzi Hans Hach Verdugo | 6–4, 2–6, [10–7]      |
| 2022     | Tennys Sandgren Mikael Torpegaard | Luca Margaroli Yasutaka Uchiyama  | 5–7, 6–4, [10–5]      |
| 2021     | Stefan Kozlov Peter Polansky      | Andrew Lutschaunig James Trotter  | 7–5, 7–6(5)           |
| 2020     | Treat Huey Nathaniel Lammons      | Lloyd Glasspool Alex Lawson       | 7–6(3), 7–6(4)        |
| 2019 (3) | Martin Redlicki Jackson Withrow   | Nathan Pasha Max Schnur           | 6–4, 7–6(4)           |
| 2019 (2) | Roberto Maytín Jackson Withrow    | Hans Hach Verdugo Donald Young    | 6–7(4), 7–6(2) [10–5] |
| 2019 (1) | Maxime Cressy Bernardo Saraiva    | Robert Galloway Nathaniel Lammons | 7–5, 7–6(3)           |
| 2018     | Tommy Paul Peter Polansky         | Gonzalo Escobar Roberto Quiroz    | 6–3, 6–3              |
| 2017     | Dominik Köpfer Denis Kudla        | Luke Bambridge David O'Hare       | 7–6(6), 7–6(3)        |
| 2016 (2) | David O'Hare Joe Salisbury        | Luke Bambridge Cameron Norrie     | 6–3, 6–4              |
| 2016 (1) | Miķelis Lībietis Dennis Novikov   | Philip Bester Peter Polansky      | 7–5, 7–6(4)           |
| 2015     | Chase Buchanan Blaž Rola          | Mitchell Krueger Eric Quigley     | 6–4, 4–6, [19–17]     |

### Dobles femenino
| Año  | Campeonas               | Finalistas                      | Resultado |
| ---- | ----------------------- | ------------------------------- | --------- |
| 2021 | Xinyu Wang Saisai Zheng | Dalila Jakupović Nuria Párrizas | 6–1, 6–1  |